# Direitos LGBT na Sérvia
As pessoas LGBTI na Sérvia enfrentam-se a certos desafios legais e sociais não experimentados por outros residentes. A Sérvia recolhe protecções legais na contramão da discriminação por orientação sexual e identidade de género em diferentes âmbitos, ainda que a rejeição social à diversidade sexual está muito estendido e em muitas ocasiões alentado desde a Igreja ortodoxa, a maior afiliação religiosa do país.

## Aspectos legais
A Sérvia era um estado vassalo do Império Otomano, onde em 1858 se tinham legalizado as relações homossexuais. No entanto, o código criminal do Principado de Sérvia de 1860, chamado "Kaznitelni zakon" (Lei de Penas), penalizava todos os “actos sexuais contra a ordem da natureza” com prisão de 6 meses a 4 anos.
Em 1917 Sérvia passou a fazer parte do Reino da Jugoslávia. Em 1929 o novo Código Criminoso proibiu a “luxúria não natural” (interpretado como sodomia) tanto de relações sexuais hétero como homossexuais. Mais tarde, em 1959, a República Socialista Federativa da Jugoslávia mudou esta lei para que só fosse aplicável às relações homossexuais, e reduzindo a condenação de dois a um ano de prisão.
Em 1977, ao igual que várias das Repúblicas constituintes da Jugoslávia, a Província Socialista Autónoma da Voivodina legalizou a homossexualidade, ainda que esta permaneceu proibida no resto da Sérvia, incluído Kosovo. No entanto, em 1990 Voivodina incorporou-se ao sistema legal sérvio e as relações homossexuais voltaram a ser proibidas.
Em 1994 a República Federal da Jugoslávia descriminalizou a homossexualidade, estabelecendo a idade de consentimento heterossexual em 14 anos e a homossexual em 18. Em 2006, o Estado de Sérvia e Montenegro igualou a idade de consentimento aos 14 anos para todos os casos.
O artigo 62 da Constituição da Sérvia de 2006 definiu o casamento exclusivamente entre um homem e uma mulher.
Desde os anos 2000, foram aprovadas uma série de leis protegendo a diversidade sexual com o fim de aproximar-se da União Europeia. Em 2002 aprovou-se a lei de radiodifusão, permitindo aos meios de comunicação impedir a difusão de informação que promova a discriminação, ódio ou violência contra a orientação sexual, entre outras categorias. Em 2005, a nova lei de trabalho proibiu a discriminação por orientação sexual no emprego, ainda que nunca se comunicou que alguém tenha feito uso desta protecção.
Em 2009, o Parlamento aprovou uma lei antidiscriminação que garante a igualdade de direitos em todas as áreas, com independência da orientação sexual e a identidade de género. Em 2011, aprovou-se uma lei de segurança social que cobre as operações de mudança de sexo pelo sector público.

## Condições sociais
Apesar de que existem numerosas leis protegendo da discriminação as pessoas LGBTI, estas seguem enfrentando geralmente a marginalização e assédio, promovidos em muitos casos pela Igreja Ortodoxa. Reportaram-se numerosos casos de violência contra a diversidade sexual, sendo um dos mais brutais o ocorrido durante a Marcha do Orgulho Gay de Belgrado em 2001. Por vários anos, a Marcha do Orgulho LGBT de Belgrado tem sido cancelada ante as ameaças de violência ou pelas reticências à celebração por parte das próprias autoridades.
Em 2016, Ana Brnabić tornou-se a primeira lésbica ministra do país, ocupando o Ministério de Administrações Públicas e Assuntos Locais. Em junho de 2017, ela foi proposta como primeira ministra pelo presidente Aleksandar Vučić, e assumiu o cargo em 29 de junho de 2017, se tornando a primeira lésbica a ser primeira-ministra da Sérvia, num movimento que alguns têm considerado pinkwashing numa tentativa de aproximação à União Europeia, devido à falta de medidas efetivas para garantir uma vida digna para toda a população LGBT.